# 岩石斑魚
岩石斑魚，為輻鰭魚綱鱸形目鱸亞目鮨科的其中一種，分布於西大西洋區，從美國麻州至巴西南部；東大西洋區，包括聖赫勒拿島、加那利群島、維德角群島、南非海域，棲息深度1公尺-120公尺，體長可達61公分，棲息在岩礁區，為底棲性魚類，屬肉食性，以魚類、甲殼類為食，為高經濟價值的食用魚及遊釣魚，有雪卡魚毒的紀錄。